# Comuna Abram, Bihor
Abram (în maghiară: Érábrány) este o comună în județul Bihor, Crișana, România, formată din satele Abram (reședința), Cohani, Dijir, Iteu, Iteu Nou, Margine, Satu Barbă și Suiug.

## Demografie
Componența etnică a comunei Abram
     Români (78,45%)
     Romi (12,21%)
     Maghiari (4,84%)
     Alte etnii (0,15%)
     Necunoscută (4,36%)
Componența confesională a comunei Abram
     Ortodocși (73,06%)
     Penticostali (10,34%)
     Reformați (6,49%)
     Baptiști (2,6%)
     Alte religii (2,82%)
     Necunoscută (4,69%)
Conform recensământului efectuat în 2021, populația comunei Abram se ridică la 2.728 de locuitori, în scădere față de recensământul anterior din 2011, când fuseseră înregistrați 2.808 locuitori. Majoritatea locuitorilor sunt români (78,45%), cu minorități de romi (12,21%) și maghiari (4,84%), iar pentru 4,36% nu se cunoaște apartenența etnică. Din punct de vedere confesional, majoritatea locuitorilor sunt ortodocși (73,06%), cu minorități de penticostali (10,34%), reformați (6,49%) și baptiști (2,6%), iar pentru 4,69% nu se cunoaște apartenența confesională.

## Politică și administrație
Comuna Abram este administrată de un primar și un consiliu local compus din 11 consilieri. Primarul, Gabriel Octavian Nuțaș[*], de la Partidul Național Liberal, este în funcție din 2008. Începând cu alegerile locale din 2024, consiliul local are următoarea componență pe partide politice:
|  | Partid                                 | Consilieri | Componența Consiliului | Componența Consiliului | Componența Consiliului | Componența Consiliului | Componența Consiliului | Componența Consiliului | Componența Consiliului | Componența Consiliului |
|  | -------------------------------------- | ---------- | ---------------------- | ---------------------- | ---------------------- | ---------------------- | ---------------------- | ---------------------- | ---------------------- | ---------------------- |
|  | Partidul Național Liberal              | 8          |                        |                        |                        |                        |                        |                        |                        |                        |
|  | Uniunea Democrată Maghiară din România | 1          |                        |                        |                        |                        |                        |                        |                        |                        |
|  | Alianța pentru Unirea Românilor        | 1          |                        |                        |                        |                        |                        |                        |                        |                        |
|  | Partidul Social Democrat               | 1          |                        |                        |                        |                        |                        |                        |                        |                        |

## Atracții turistice
- Biserica de lemn „Sfinții Arhangheli Mihail și Gavriil” din satul Margine, construcție 1700, monument istoric
- Biserica fostei mănăstiri premonstratense (astăzi biserică reformată) din satul Abram, construcție secolul al XIII-lea, monument istoric